# Кузьменкове (зупинний пункт)
Кузьменкове — зупинний пункт Одеської залізниці. Розташований у селі Кузьменка Роздільнянської громади Одеської області, на перегоні Єреміївка — Роздільна, що на залізниці Одеса — Вапнярка.
Тут роблять зупинку електропоїзди Одеса — Роздільна — Мигаєве, Одеса — Вапнярка (крім одного прискореного рейсу) та Одеса — Балта. Швидкі поїзди не зупиняються, натомість мають зупинку в Роздільній.